# Estación de Parla
Parla, estación de la línea C-4 de Cercanías Madrid, y Parla Centro-Bulevar Norte, estación del Tranvía de Parla, son dos estaciones situadas en la calle Real de la localidad de Parla, formando un intercambiador multimodal. Esta estación es la cabecera de la línea de cercanías. Su tarifa corresponde a la zona B2 según el Consorcio Regional de Transportes.

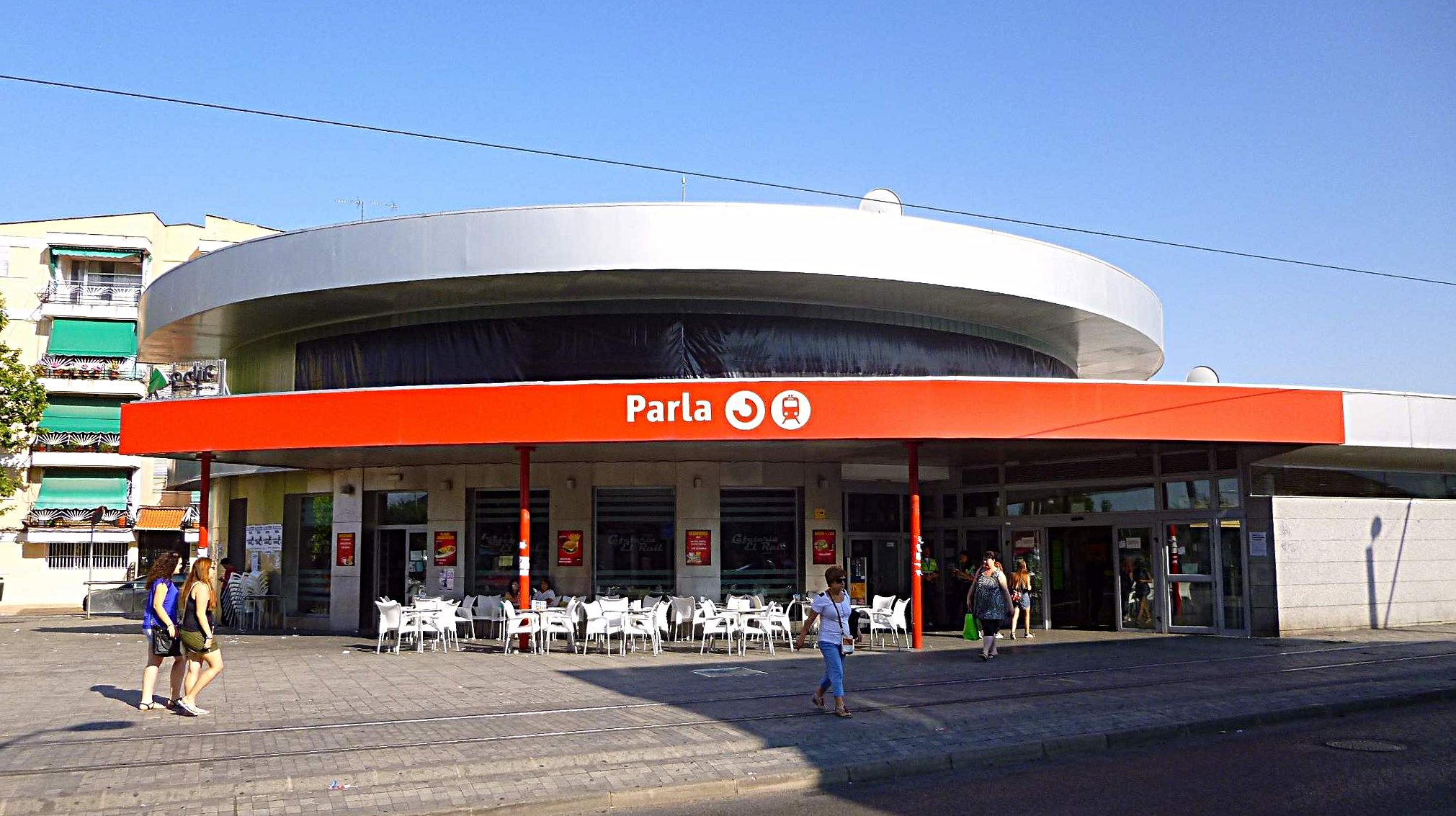
Edificio de la estación de Parla, vista desde el segundo acceso que da directo al bulevar norte

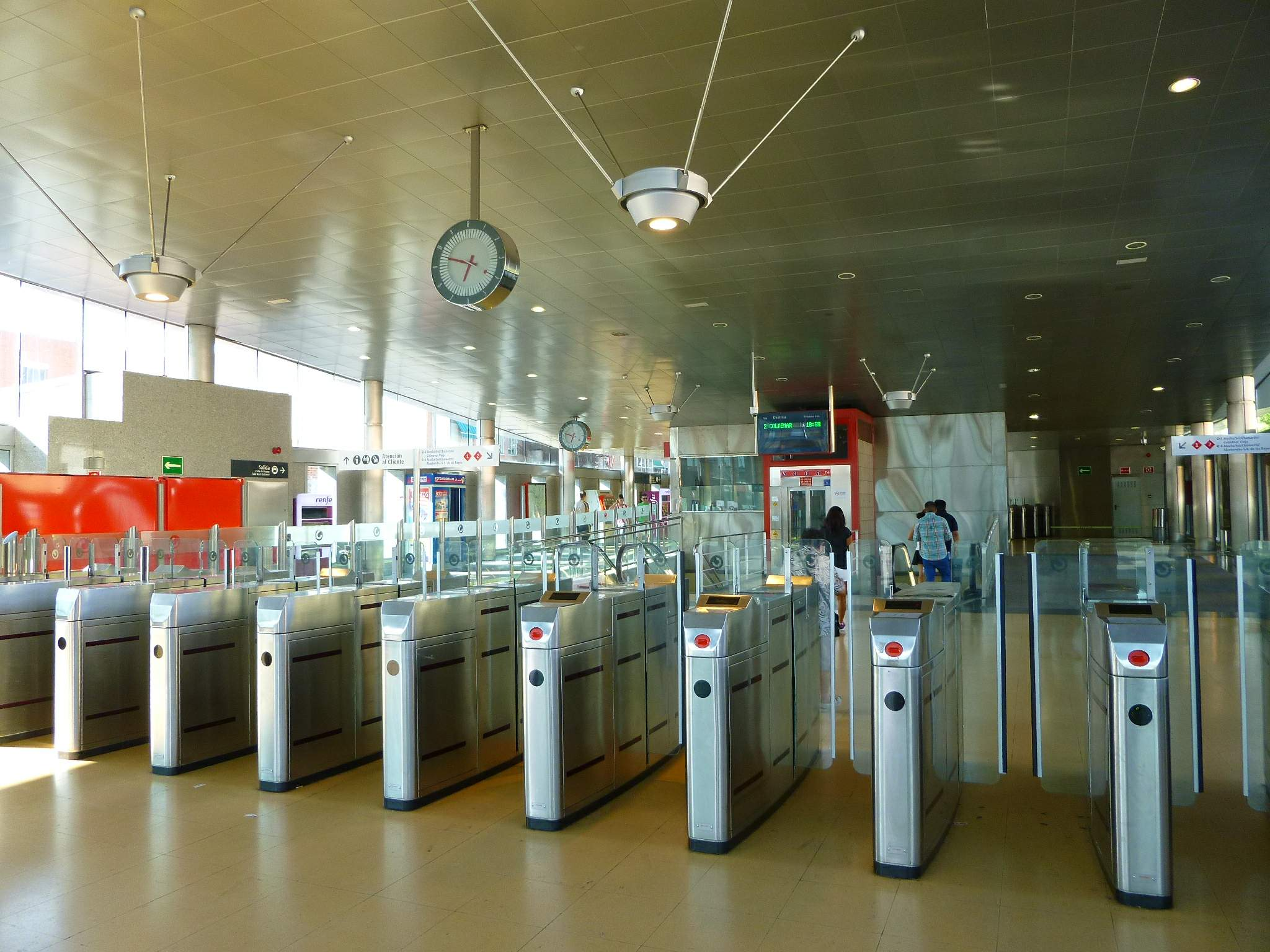
Interior de la estación de Parla

## Situación ferroviaria
La estación forma parte del trazado de la línea férrea de ancho ibérico Móstoles-Parla, punto kilométrico 24,7.

## Historia
La actual estación de Parla, fue proyectada a principios de la década de 1990, pues anteriormente existía otra estación, ya que Parla contaba con servicio ferroviario desde 1879 a través de la línea que comunicaba Madrid con Toledo y Ciudad Real. Esta estación se localizaba en la periferia este de la ciudad, lo que hacía necesario el uso de otros transportes para llegar a ella. 
En 1981, se inauguró la línea C4 (Atocha - Parla), construida en parte sobre la antigua línea Madrid-Ciudad Real de Renfe, debido a la falta de especulación del terreno en aquel momento, unido al desmantelamiento de la misma por la apertura del Nuevo Acceso Ferroviario a Andalucía. Esta situación mantenía la estación original, lo que suponía un problema de desplazamiento para el entorno urbano de Parla, ya que la estación se encontraba muy alejada, situada en las afueras del municipio, por lo que el ayuntamiento de Parla reclamó un traslado de la estación, para acercar más este medio de transporte al centro del municipio. Finalmente y tras varias negociaciones, se llegaría mediante un acuerdo a ejecutar una variante que se separa del trazado original a menos de 1 km de la antigua estación y penetra en el municipio subterránea bajo la calle Real.
Las obras comenzaron a principios del año 1994, siendo inaugurada la nueva estación el 28 de septiembre de 1995 ubicada en el Bulevar Norte, abarcando toda la población con un mejor entorno por su situación central en la ciudad.  El edificio contaba con dos accesos hacia la rotonda de la calle Real hacia los laterales donde se encontraban los pasos de peatones, taquilla para billetes, máquinas de auto venta y controles de acceso, para acceder al andén cuenta tanto con escaleras mecánicas como ascensor, en un principio iba a tener doble andén ya que la vía iba a ir centrada, pero finalmente se construye un andén central de 244 m de largo x 8,60 m de ancho, que cuenta con dos vías en los laterales.
Ha sido remodelada entre 2005 y 2008 para servir de intercambiador con el Tranvía de Parla, siendo inaugurada la estación de éste el 6 de mayo de 2007. La citada remodelación supuso una inversión por parte de Adif superior a los cuatro millones de euros y se limitó fundamentalmente a la ampliación y estética del edificio, el cual integra un vestíbulo principal de 745 m² con dos accesos en cada extremo, así como la instalación de más controles de acceso, la incorporación de cafetería con dos plantas y un local comercial. Pese a que por aquel entonces ya utilizaban la estación más de 40000 viajeros al día, permanecieron las mismas infraestructuras del único acceso con que cuenta la estación, así como las instalaciones de seguridad, ventilación, accesibilidad, etc. que tampoco fueron modificadas. Aunque se espera que a lo largo del año 2023 se mejore los sistemas de evacuación de la estación, así como en 2024 se esperaba implanten en la línea C4 los nuevos trenes de gran capacidad, que finalmente se ha retrasado. En 2024 solo hubo unas pequeñas obras de mantenimiento que conto con la renovación de las escaleras mecánicas, mientras que en 2025 Adif ha licitado el contrato para las obras de mejora de seguridad de incendios con un presupuesto inicial de 1,76 millones de euros, además se crearan dos nuevas salidas de emergencia con refugios para personas con movilidad reducida, se instalaran mamparas entre los andenes y las escaleras de acceso, sustitución de la central de detección y de las centrales de extinción actuales, dotación de cable de fibra óptica de detección de incendios, instalación de sirenas y nuevos elementos de señalización y la integración de los nuevos sistemas en la red actual de control y telecomunicaciones de la estación.

### Localización
El área de influencia de esta estación abarca en la actualidad toda la población de la localidad, además de abarcar poblaciones de otras localidades cercanas donde no llega actualmente el cercanías, por tal motivo según el plan estratégico Madrid Sur, planifica la construcción de otras dos estaciones, para reforzar el servicio, debido al crecimiento del municipio en los últimos años y subsanar el exceso de viajeros que tiene que soportar la única estación del municipio. La primera en construirse y que será la segunda estación de Parla se denominara como Parla Norte, esta estación servirá de apoyo y como bien dice su denominación se ubicara en la zona norte de la localidad entre la actual estación de Parla y la estación de Getafe Sector 3. Contara con un aparcamiento y conexión con la carretera M-408 en las cercanías de la Plaza de toros y el Ferial a pocos metros de donde se ubicaba la antigua estación (Madrid-Ciudad Real), que dará servicio al barrio de Parla Este, y que también dispondrá de intercambiador con el citado tranvía. Su construcción comienza en 2024 y se prevé este lista a lo largo del año 2025. La que sería la futura tercera estación del municipio solo se desarrollaría cuando Parla dejara de ser el inicio y fin de la línea C4 mediante una prolongación hacia los torrejones, lo que supondría la creación a su paso de la estación de Parla Sur/Hospital, pues daría servicio a la zona sur del municipio en una ubicación cercana al hospital, siempre y cuando se realice la ampliación de Renfe a Torrejón que actualmente sigue en proyecto.

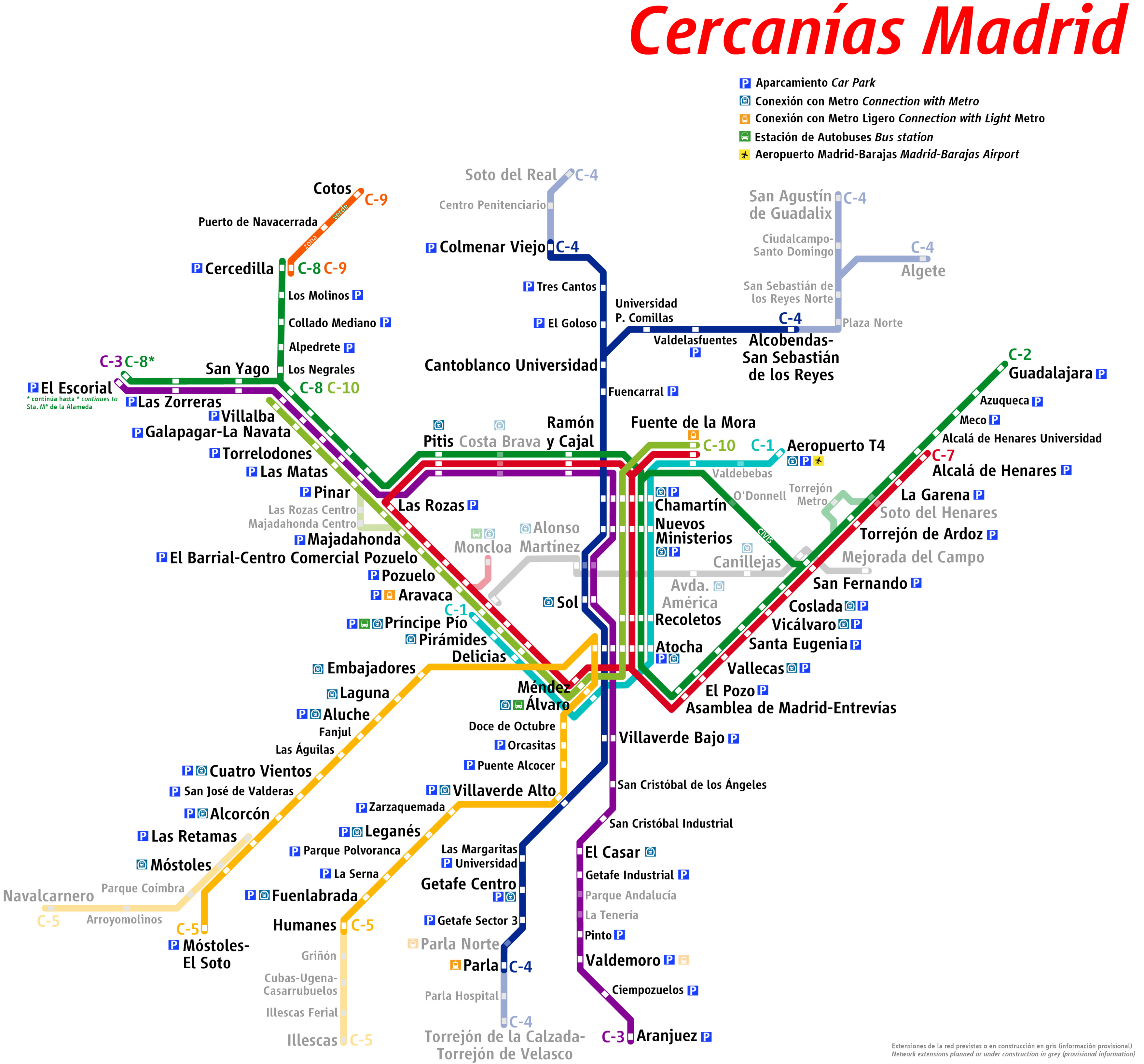
Mapa de cercanías elaborado en 2012 donde se exponen los planes de expansión, incluyendo nuevas estaciones en la línea C4 más allá de Parla.

## Accesos
Vestíbulo Parla
- Puerta Calle Real (con intercambiador a tranvía)
- Puerta Bulevar Norte de Francisco tomas y Valiente.

## Líneas y conexiones

### Cercanías
| procedencia/destino          | < estación      | Línea | estación > | destino/procedencia |
| ---------------------------- | --------------- | ----- | ---------- | ------------------- |
| Alcobendas-S.S. de los Reyes | Getafe Sector 3 |       | Terminal   | Terminal            |
| Colmenar Viejo               | Getafe Sector 3 |       | Terminal   | Terminal            |

### Tranvía de Parla
| << cabecera | < estación | línea | estación >     | cabecera >> |
| ----------- | ---------- | ----- | -------------- | ----------- |
| circular    | La Ballena |       | Iglesia Centro | circular    |

### Autobuses
| Diurnos |                                        |                               |                           |
| Línea   | Destino                                | Parada                        | Operador                  |
| 2       | Circular 2                             | 13097 Leganés-Est. Parla      | Avanza Movilidad Integral |
| 1       | Circular 1                             | 16578 Río Tajo-Río Guadarrama | Avanza Movilidad Integral |
| 3       | Avenida de América - Hospital de Parla | 16578 Río Tajo-Río Guadarrama | Avanza Movilidad Integral |

| Diurnos |                                 |                               |                           |
| Línea | Destino                         | Parada                        | Operador                  |
| 460 | Madrid (Plaza Elíptica)         | 16578 Río Tajo-Río Guadarrama | Avanza Movilidad Integral |
| 461 | Parla (Avenida de Ronda)        | 16578 Río Tajo-Río Guadarrama | Avanza Movilidad Integral |
| 462 | Getafe                          | 16578 Río Tajo-Río Guadarrama | Avanza Movilidad Integral |
| 463 | Madrid (Plaza Elíptica)         | 16578 Río Tajo-Río Guadarrama | Avanza Movilidad Integral |
| 464 | Madrid (Plaza Elíptica)         | 16578 Río Tajo-Río Guadarrama | Avanza Movilidad Integral |
| 466 | Parla (Estación de La Ballena)  | 16578 Río Tajo-Río Guadarrama | Avanza Movilidad Integral |
| 471 | Pinto                           | 16578 Río Tajo-Río Guadarrama | Avanza Movilidad Integral |
| 461 | Madrid (Plaza Elíptica)         | 7792 Río Guadiana-Río Ebro    | Avanza Movilidad Integral |
| 462 | Parla (Centro Comercial)        | 7792 Río Guadiana-Río Ebro    | Avanza Movilidad Integral |
| 471 | Fuenlabrada - Humanes de Madrid | 7792 Río Guadiana-Río Ebro    | Avanza Movilidad Integral |
| Nocturnos |                                 |                               | Avanza Movilidad Integral |
| Línea | Destino                         | Parada                        | Operador                  |
| N806 | Parla Madrid (Atocha)#          | 7792 Río Guadiana-Río Ebro    | Avanza Movilidad Integral |
| # La línea N806 realiza un circuito neutralizado por la localidad de Parla, con lo cual, aunque técnicamente la línea en la parada indica destino Parla, los viajeros con destino Madrid (Atocha) pueden subir al autobús en esta parada sin tener que volver a validar el título de transporte en la cabecera de Parla. |                                 |                               |                           |